# Peribasis pubicollis
Peribasis pubicollis là một loài bọ cánh cứng trong họ Cerambycidae.